# Jetstar Pacific Airlines
Jetstar Pacific Airlines Joint Stock Aviation Company, що діє як Jetstar Pacific, — бюджетна авіакомпанія В'єтнаму зі штаб-квартирою в місті Хошимін, яка виконує регулярні та чартерні пасажирські перевезення по аеропортах країни і за її межі. Головним транзитним вузлом (хабом) авіакомпанії є найбільший міжнародний аеропорт В'єтнаму Таншоннят.
Раніше компанія була відома під ім'ям Pacific Airlines, а 23 травня 2008 року змінила свою офіційну назву на Jetstar Pacific, включившись в загальну маршрутну мережу австралійського дискаунтера Jetstar Airways. 18% власності належить авіакомпанії флагманському перевізнику Австралії Qantas.
До 2014 року авіакомпанія Jetstar Pacific планує розширити свій повітряний парк до 15 суден Airbus A320.

## Історія
Авіакомпанія Pacific Airlines була утворена на початку 1991 року і початку операційну діяльність у квітні того ж року. З моменту формування компанія зазнавала кілька структурних реорганізацій, і в кінцевому підсумку в липні 2007 року її власність виявилася розділеної між державною інвестиційною корпорацією В'єтнаму (SCIC), компанією «Сайгонтурист», колишнім генеральним директором Ліонг Хоай Намом і авіаційним холдингом Австралії Qantas Group. Австралійська група володіла 27% акцій в'єтнамської перевізника, а до 2010 року її частка збільшилася до 30 відсотків.
13 лютого 2007 року Pacific Airlines змінила бізнес-модель операційної діяльності, ставши першою бюджетною авіакомпанією країни, що працює на ринку внутрішніх і міжнародних пасажирських перевезень.
23 травня 2008 року компанія змінила офіційну назву на Jetstar Pacific Airlines і потім додала у власний логотип зображення помаранчевої зірки щоб уникнути постійної плутанини з іншими авіаперевізниками, що мають у своїх логотипах слово «Jet».

## Маршрутна мережа

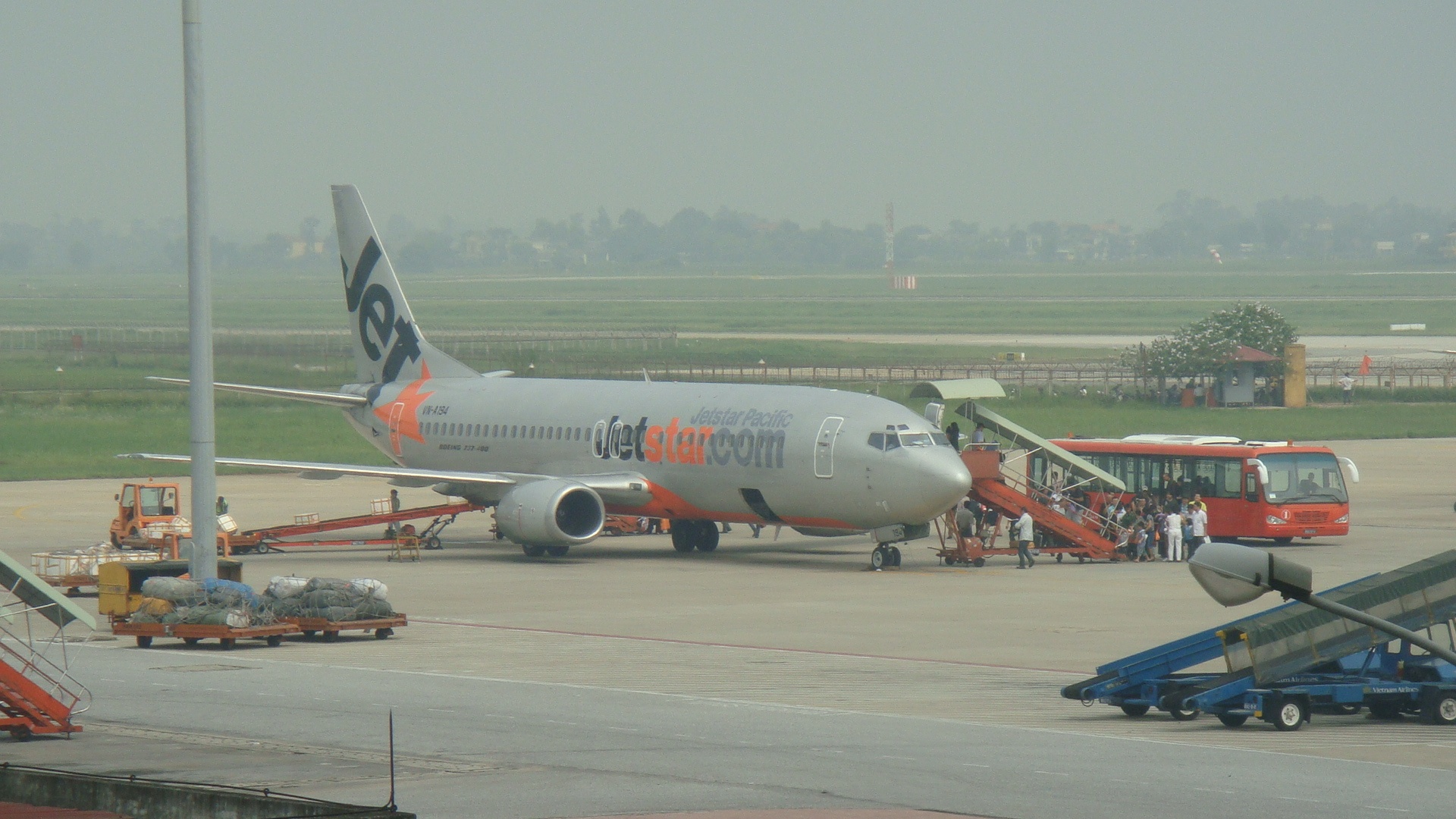
Посадка пасажирів на борт Boeing 737-400 авіакомпанії Jetstar Pacific Airlines в Міжнародному аеропорту Нойбай

Маршрутна мережа авіакомпанії Jetstar Pacific Airlines на внутрішніх авіалініях будується навколо її головного транзитного вузла в хошимінському аеропорту Таншоннят. Рейси за межі В'єтнаму виконуються по чартерним схемами.
- В'єтнам
  - Дананг — Міжнародний аеропорт Дананг
  - Ханой — Міжнародний аеропорт Нойбай
  - Хайфон — Міжнародний аеропорт Катби
  - Хошимін — Міжнародний аеропорт Таншоннят хаб
  - Хюе — Міжнародний аеропорт Фубай
  - Нячанг — Міжнародний аеропорт Камрань [сезонні рейси — поновлюються з 1 червня]
  - Вінь — Аеропорт Вінь

### Колишні маршрути
Азія
- Китай, Тайвань — Гаосюн, Тайбей
- Гонконг
- В'єтнам — Can Tho

## Флот
Станом на кінець 2009 року повітряний флот авіакомпанії Jetstar Pacific Airlines складали наступні літаки: